# Trick Daddy
Maurice Young (ur. 23 września 1973 r. w Miami, Floryda) – amerykański raper, znany z takich utworów, jak „Shut Up” i „Let's Go”. Bardziej znany jako Trick Daddy, występujący również pod pseudonimem T-Double-D, kiedyś Trick Daddy Dollars.

## Kariera
Young zaczął rapować w latach 90. jako Trick Daddy Dollars. Gościnnie wystąpił w utworze „Luka” Campbella „Scarred”, zamieszczonego na płycie Uncle Luke. Utwór ten stał się hitem i przyciągnął uwagę publiczności i wydawców na Younga. Ted Lucas, dyrektor generalny wytwórni Slip-n-Slide Records, podpisał kontrakt z Youngiem. W 1997 roku pod pseudonimem Trick Daddy Dollars pojawił się jego pierwszy album, Based on a True Story.
W 1998 roku, pod pseudonimem Trick Daddy, nagrał on drugą płytę, zatytułowaną www.thug.com. Utwór „Nann Nigga”, na którym gościnnie pojawiła się Trina, stał się hitem w Stanach Zjednoczonych, zdobywając trzecie miejsce na liście Billboard Hot Rap Singles i 62 na liście Billboard Hot 100. Trick Daddy podpisał w 2000 roku kontrakt z wytwórnią Atlantic Records. W tym samym roku została wydana jego kolejna płyta, Book of Thugs: Chapter AK Verse 47. Zamieszczony na tej płycie utwór „Shut Up”, z gościnnymi występami Deuce Poppito, Triny i Co, stał się hitem. Jason Birchmeier z AllMusic określił go jako „Hałaśliwy hit klubowy podobny do „Nann Nigga”.
W 2001 roku wydana została kolejna płyta Tricka Daddy’ego: Thugs Are Us. Zamieszczony na niej utwór pt. „I'm a Thug” osiągnął 17 miejsce na liście Billboard Hot 100. Utwór „In da Wind” z jego piątej płyty, Thug Holiday (2002), Birchmeier określił jako jego najbardziej kreatywny singel. Na płycie z 2004 roku – Thug Matrimony: Married to the Streets – zamieszczony został utwór „Let's Go”. Wyprodukowany przez Lil Jona, z gościnnym występem Twista, zawierający solówki gitarowe Ozzy’ego Osbourne’a z piosenki „Crazy Train”, stał się hitem (7 miejsce na liście Billboard Hot 100, 4 miejsca na listach Rhythmic Top 40 oraz Hot Rap Tracks). W 2009 roku Trick Daddy wydał płytę Finally Famous: Born a Thug, Still a Thug.

## Dyskografia
- 1997: Based on a True Story
- 1998: www.thug.com
- 2000: Book of Thugs: Chapter AK Verse 47
- 2001: Thugs Are Us
- 2002: Thug Holiday
- 2004: Thug Matrimony: Married to the Streets
- 2006: Back by Thug Demand
- 2009: Finally Famous: Born a Thug, Still a Thug